# Párizsi opera
A Párizsi Operatársulat, franciául: Opéra national de Paris egy nyilvános francia színházi intézmény, amely a Kulturális Minisztérium felügyelete alatt áll. Vállalt célja, hogy a grand opéra és koreográfiai örökséget minél szélesebb közönség számára hozzáférhetővé tegye, és ösztönözze kortárs alkotások létrejöttét és megjelenítését. Ehhez az Opérának két terme van: az Opéra Garnier (amely a színház állandó balett-társulatának ad otthont) és az Opéra Bastille. Énekesek és táncosok szakmai képzéséhez és fejlesztéséhez is hozzájárul a közeli Nanterre-ben működő operai képzőközpontjával és híres tánciskolájával. A szórakoztató és ifjúsági szektor minden évadban új oktatási programot dolgoz ki.

## Története
Az Académie royale de musique néven 1669-ben alakult Jean-Baptiste Colbert kívánságára válaszul az Académie royale de danse-ra, amellyel néhány évvel később egyesült. Feladata a francia opera országszerte való elterjesztése. Egyszerűen csak Opéra néven emlegetik.
Nem lévén más anyagi forrása, mint a belépőjegyek ára, az Opéra privilégiuma zenés színházi darabok kizárólagos bemutatása.

### Az Ancien Régime

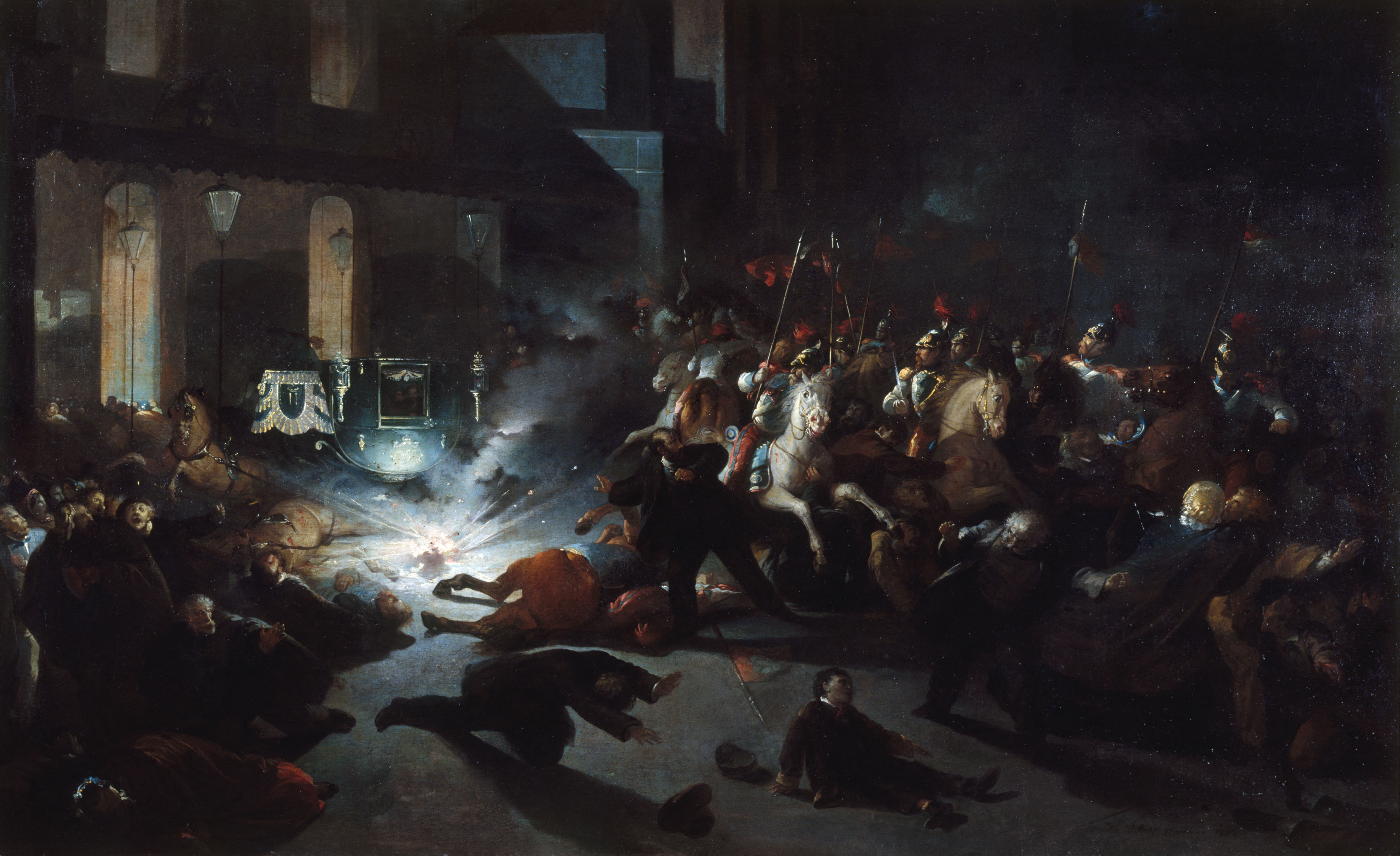
A Felice Orsini által a Salle Le Peletier-ben elhelyezett bomba robbanása (olaj, vászon)

Az Académie de Musique (vagy Académie d'Opéra) első operaként Robert Cambert Pomone című pásztorjátéka A betlehemes fiúk pásztorjátékot adtak elő, amelyet a Salle du Jeu de Paume de la Bouteille-ben (a 3. kerületben) mutattak be 1671. március 3-án, majd még 146 alkalommal adták elő. A Pomone volt az első darab, amely az Opéra égisze alatt készült, és máig a francia zenés színház első alkotásaként tartják számon.
1672-ben Jean-Baptiste Lully Les fêtes de l'Amour et de Bacchus című művének világpremierjére került sor a Salle du Bel-Air felavatásán (Carlo Vigarani építész műve) a Rue de Vaugirard-on, 1673. április 27-én Lully Cadmus et Hermione bemutatója, 1674-ben pedig az Alceste sikere (vagyis a Le triomphe d'Alcide, amellyel az 1400 személyes Salle du Théâtre du Palais-Royalt (rue Saint-Honoré) az Académie Royale de Musique székhelyévé avatták.

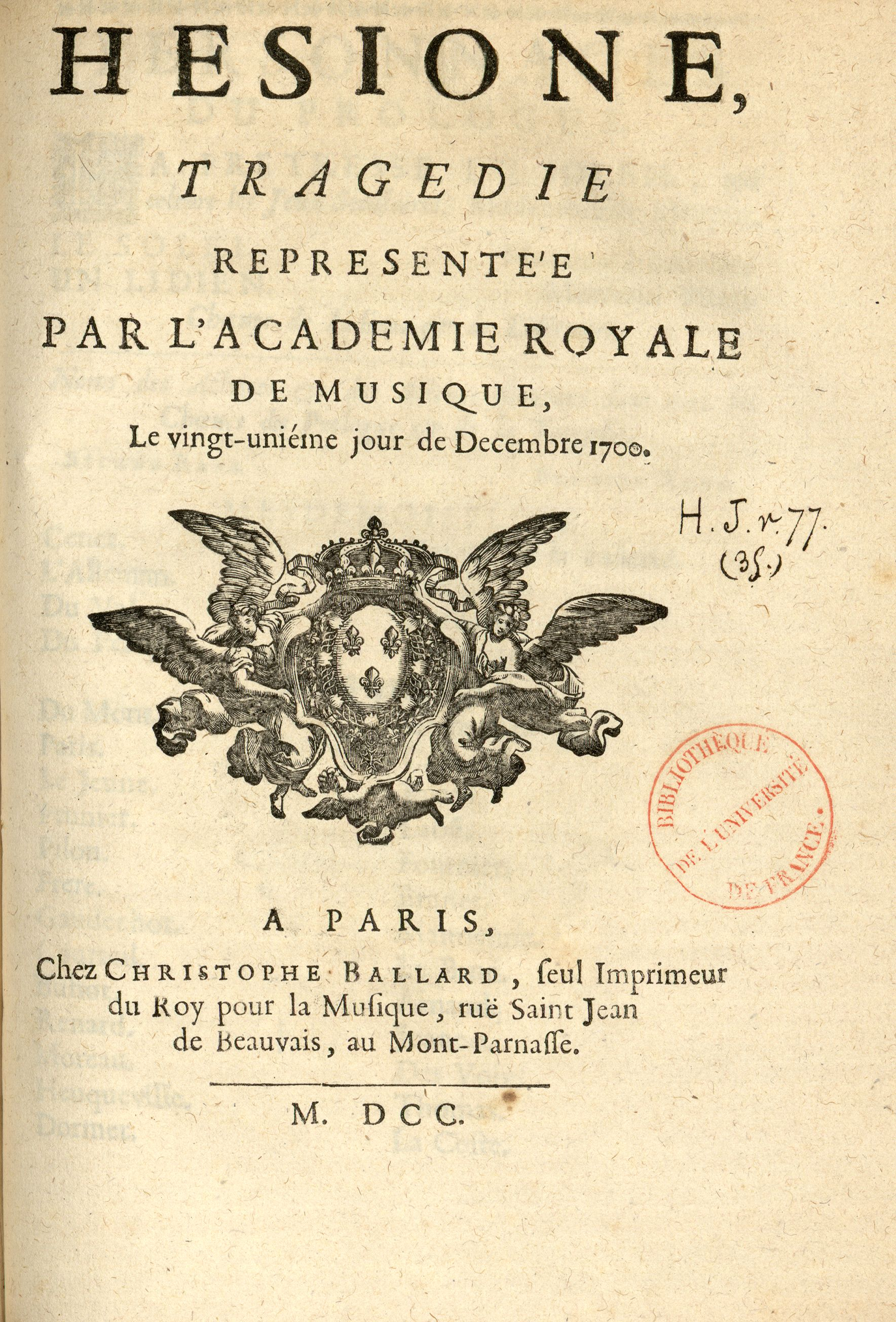
Antoine Danchet, Hesione, tragédia az Academie Royale de Musique előadásában, 1700. december 21., Sorbonne Library, NuBIS, MS 1200, 35. darab

1752-ben nagy sikerrel felújították Pergolesi: Az úrhatnám szolgáló című művét, amely a buffonisták háborúja néven ismert vitát váltotta ki a Lully és Rameau stílusát megtestesítő hagyományos francia opera hívei és az új olasz opera buffa hívei között zajlott, köztük néhány enciklopédista (különösen Rousseau, aki zeneszerző is) volt. A vita két évre megosztotta a francia zenei közösséget, és magát az udvart (a királyné az „olaszok” oldalára állt), és az ország zenei ízlésének gyors fejlődéséhez vezetett a kevésbé sematikus és modernebb modellek felé. Ugyanebben az évben került sor Pietro Auletta Il maestro di musica és Rinaldo di Capua La donna superba című műveinek világpremierjére, valamint 1753-ban Jean-Joseph de Mondonville Titon et l'Aurore-jára, Rinaldo di Capua La zingarájára, és A meggazdagodott kézművesekre Gaetano Latilla Bertoldótól Vincenzo Legrenzio Ciampi udvarában.
1753. december 13-án Joseph-Nicolas-Pancrace Royer a karmester, 1757-ben pedig François Rebel művészeti igazgató lett egészen 1767-ig. 1770-ben avatták fel a második, 2500 férőhelyes Salle du Théâtre du Palais-Royalt. 1764. január 24-én Rameau Castor et Pollux című művével (Leopold Mozart és Wolfgang Amadeus Mozart jelenlétében) avatták fel a Tuileriák palotája 2000 ülőhelyes Salle des Machines előadótermét.
Az 1781. augusztus 14-i tűzvész után a Salle des Menus-Plaisirs de la rue Bergère-t (Párizs 9. kerületében) avatták fel 1021 férőhellyel, majd október 27-én a Salle du Théâtre de la Porte Saint Martin (a párizsi Boulevard Saint-Martinon) következett 1800 ülőhellyel Piccinni Adèle de Ponthieu című művének világpremierjével.

### A forradalom után
Az Académie royale de musique a 18. század folyamán tizennégy alkalommal változtatta meg előadásainak helyszínét, egészen addig, amíg a francia forradalom alatt a Théâtre des Arts-tá nevezték át, amelyet ma Opéra national de Paris-nak hívnak.
A monarchia bukása után 1793-ban Jadin Le Siège de Thionville című művének világpremierjére került sor az Académie de Musique-on, 1802-ben pedig Peter Winter Tamerlanját a Théâtre des Arts-ban (Opéra, Salle Montansier de la rue Richelieu) Párizs 2. kerületében mutatták be. A napóleoni időszakban az előadások folytatódtak, 1811-ben volt a Les amazones ou La fondation de Thèbes premierje Étienne Nicolas Méhultól I. Napóleon francia császár jelenlétében. 1813-ban Cherubini Gli Abenceragiját adták elő Napóleon és neje, Mária Lujza jelenlétében. Az Opéra repertoárja a rendszerváltások szerint változott; 1814-ben Spontini Babylone hercegnőjét adták elő az Académie Royale de Musique-ban XVIII. Lajos francia király hazatérése alkalmából.
A 19. század volt az egyik legtermékenyebb az Opéra számára, köszönhetően Párizs központi szerepének a zene és a művészetek birodalmában. 1817-ben Louis-Luc Loiseau de Persuis zeneszerző lett az új zenei igazgató, és a Fernando Cortez felújítása Kreutzer vezényletével, Lays és Nicolas-Prosper Levasseur szereplésével megtörtént. Őt a pulpituson 1819-ben Giovanni Battista Viotti követte, aki Gaspare Spontini Olimpiájának világpremierjével avatta fel mandátumát.

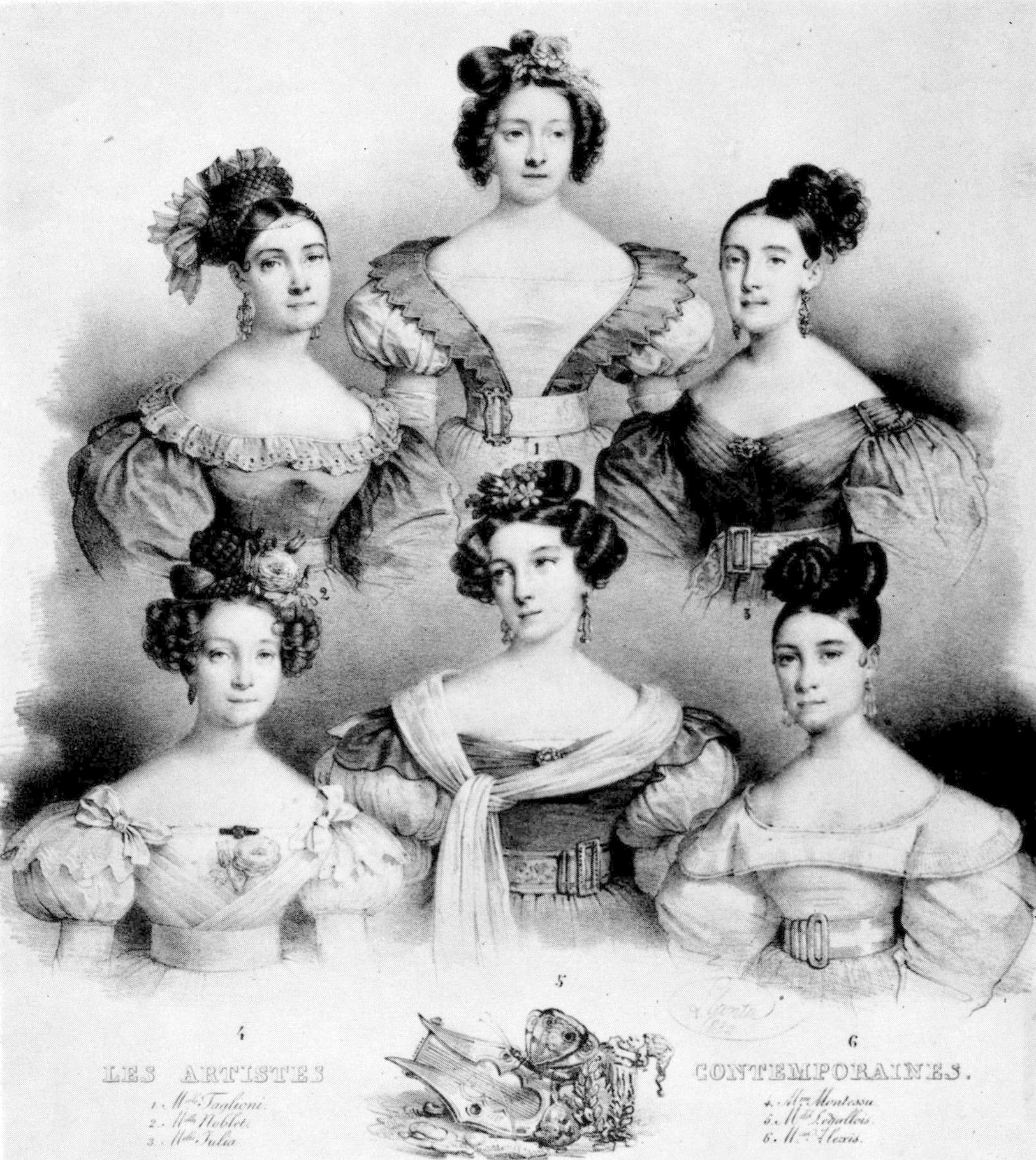
1832-ben az Opéra de Paris vezető táncosai: (1) Marie Taglioni, (2) Lise Noblet, (3) Mademoiselle Julia [de Varennes], (4) Pauline Montessu, (5) Amélie Legallois, (6) Alexis Dupont; Lermercier litográfiája

1820-ban, Berry herceg meggyilkolása miatt, a Salle du Théâtre Montansier a robbantásban megsemmisült, és a társasulat a párizsi Théâtre national de l'Opéra-Comique 1. Salle Favart-jába költözött. Idősebb Manuel García La mort du Tasse premierjét itt tartották 1821-ben, majd a társulat ideiglenesen a Salle du Théâtre-Louvois-ba (Párizs 9. kerületébe) költözött, s végül a Salle de rue Le Peletier-ben (Párizs 9. kerülete) állapodott meg 1954 férőhellyel.
1816-ban került sor Pierre Gardel L'enfant prodigue című művének premierjére Auguste Vestris közreműködésével. 1822-ben bevezették a gázvilágítást, és sor került García Florestan ou Le conseil des dix című művének, 1823-ban Ferdinand Hérold Lasthénie-jének Adolphe Nourrittal és Daniel Auber Vendôme en Espagne-jának világpremierjére.
1824-ben Gioachino Rossini a „zenei és olasz színházi előadások rendezője” lett, azzal a kötelezettséggel, hogy a Théâtre de l'Académie Royale de Musique számára is írjon műveket. Ő komponálta a Korinthosz ostroma (1826), a Mózes és a fáraó (1827), a Tell Vilmos (1829) című operákat. 1828. augusztus 20-án került sor az Ory grófja világpremierjére Levasseurrel és Nourrittal, akik a Tell Vilmosban is szerepeltek. 1831-ben Niccolò Paganini koncertezett itt nagy sikerrel (Liszt Ferenc jelenlétében).

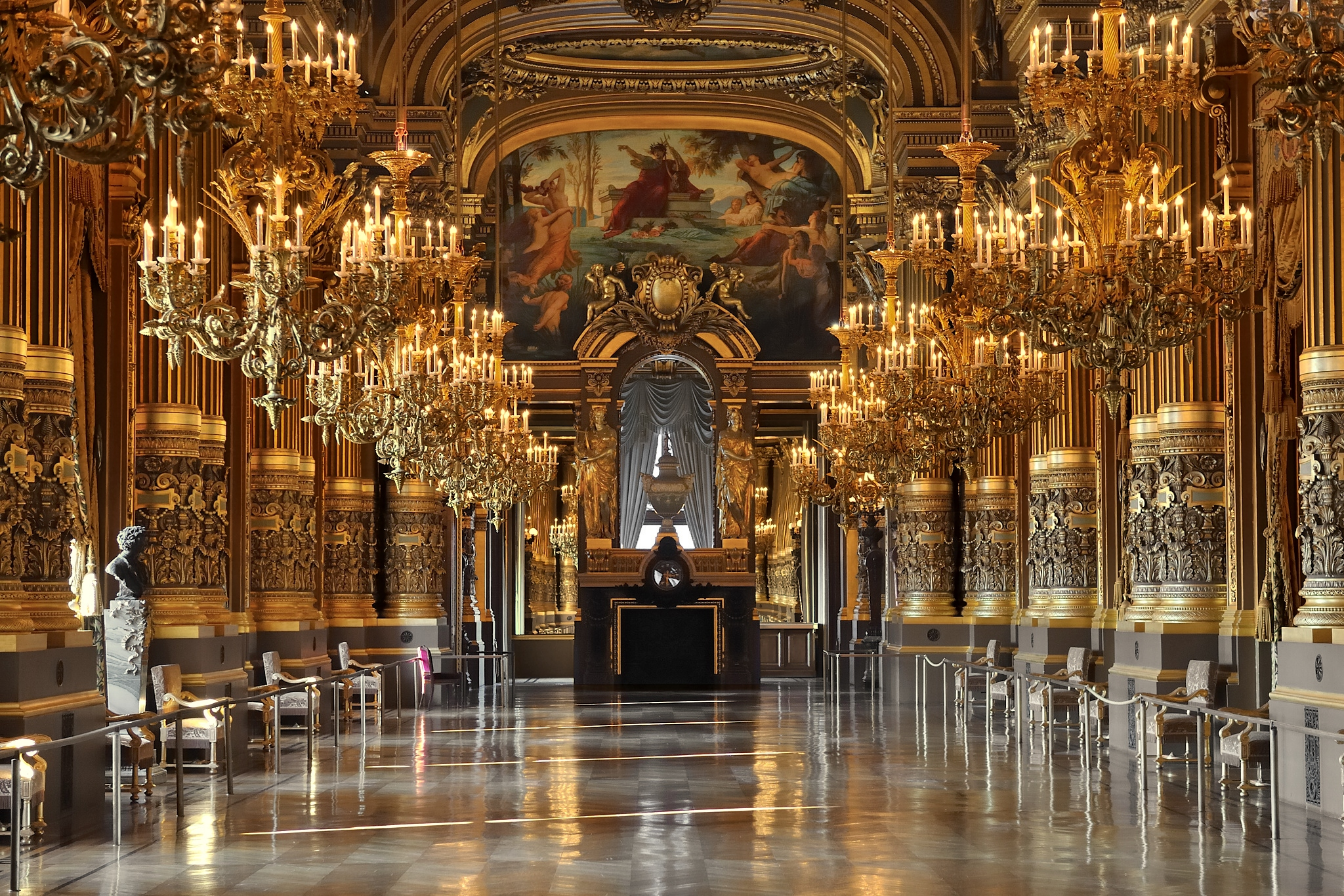
Az Opéra Garnier nagy szalonja

Az Opérát neves énekesek serege támogatja. Így 1838-ban került sor Halévy Guido et Ginevra ou La peste de Florence című művének világpremierjére Rosina Stoltz és Gilbert-Louis Duprez közreműködésével, míg 1843. november 13-án Gaetano Donizetti Dom Sébastien című művének világpremierje ugyancsak Duprez, Stoltz, Nicolas Levasseur és Paul Barroilhet közreműködésével. 1849-ben a Théâtre de l'Opéra National számára került sor Cesare Pugni Le violon du diable című művének világpremierjére Arthur Saint-Léonnal, és az elektromos világítást Meyerbeer A próféta című művével avatták fel. 1857-ben Giuseppe Verdi A trubadúr című művének bemutatója Adelaide Borghi-Mamóval és Louis Mérantéval III. Napóleon francia császár és Eugénia francia császárné jelenlétében esett meg.
A Harmadik és Negyedik Francia Köztársaság idején az Opéra de Paris az Opéra Garnier-ben telepedett le, amely épület a párizsi avenue de l'Opéra végén található, és Charles Garnier építész építette III. Napóleon parancsára. A döntésre 1858 januárjában került sor, miután Felice Orsini merényletet követett el III. Napóleon és Eugenie császárné ellen a rue Le Peletier színházában. 1873. október 28-án tűz pusztította el a Salle de la rue Le Peletier-t, a Théâtre de l'Opéra pedig 1874. január 19-én átmenetileg a Théâtre de la comédie italienne-be költözött december 30-ig, amikor is a 2156 ülőhellyel rendelkező Palais Garnier-be költözött. már mint Théâtre National de l'Opéra 1875. január 5-én Patrice de Mac-Mahon köztársasági elnök, XII. Alfonz spanyol király, II. Izabella spanyol királynő, Lajos Fülöp orléans-i herceg, Ambroise Thomas és Léo Delibes jelenlétében.
1884. december 1-jén Pedro Gailhardot nevezték ki a Théâtre de l'Opéra igazgatójává.
1913. október 30-án Jacques Rouchét nevezték ki a Théâtre de l'Opéra felügyelőjévé. Az első világháború alatt az előadások nem álltak meg: 1914-ben Richard Strauss József című művének világpremierjére került sor Léonide Massine és Marija Nyikolajevna Kuznyecova közreműködésével, valamint Igor Stravinsky Le Rossignol című művének világpremierjére. 1939-ben ismét Rouchét nevezték ki felügyelőnek, aki az Opéra-Comique-kal létrehozta a Réunion des Théâtres Lyriques Nationaux-t. 1940-ben, a német megszállással a Vichy-kormány Rouchét megerősítette állásában, 1941-es lemondását követően volt Michel Fokine Le Specter de la rose-a századik és Roland Petit Coppéliája hatszázadik előadása, valamint Francis Poulenc Les animaux modèles világpremierje, Francis Poulenc Les animaux modèles-ének, valamint André Jolivet Guignol et Pandore-jának az ősbemutatója.

### A háború utáni időszak
1945-ben Maurice Lehmann lett a Réunion des théâtres lyriques nationalaux adminisztrátora, amely az Opéra Garnier-t és az Opéra-Comique-ot egyesítette egy égisz alatt. Ugyanebben az évben Reynaldo Hahnt nevezték ki az Étienne Nicolas Méhul műveit újra felfedező Théâtre de l'Opera igazgatójává. 1946-ban Maurice Lehmann intendáns lemondott.
A svájci Rolf Liebermannt 1973 elején nevezték ki az Opéra de Paris vezérigazgatójává, miután egy sor, általa kért szerkezeti változtatást végrehajtottak, amelyek közül a legfontosabb a színház állandó alkalmazottjaként felvett művészek elbocsátása: az Opéra által fizetett, alkalomtól függően megerősített énekescsoport helyett. külső vendégek, a terjesztéseket teljes egészében kizárólag az előadásra szerződött meghívott énekesek végzik. A zenekart is teljesen átalakították, és a zenészeknek meghallgatáson kellett átmenniük, hogy megtartsák helyüket. Ezt követte az Opéra-Comique bezárása, amelyet később az Opéra national második előadótermeként állítottak vissza 1978-ban. Ezeket az újításokat a személyzet ismétlődő sztrájkokkal fogadta, de a közönség támogatta Liebermannt, ami sikereket hozott az akkoriban forradalminak tartott produkciókban, mint például Mozart Figaro házassága című operája, amelyet Giorgio Strehler rendezett 1973. március 30-án Versailles-ban, majd a Palais Garnier-ban.
A nyolcvanas évek labilis időszakot jelentettek az Opéra de Paris számára, amelynek gazdasági nehézségekkel és vezetési problémákkal kellett szembenéznie, olyannyira, hogy kevesebb mint egy évtized alatt három rendező váltotta egymást, annak ellenére, hogy 1983 és 1989 között Rudolf Nurejev volt a Ballet de l’Opéra táncigazgatója.
Az Opéra Bastille építése François Mitterrand köztársasági elnök megbízásából megváltoztatta a francia főváros művészi panorámáját. Az Opéra Garnier kizárólag a táncnak szentelte magát, míg a Bastille téren az új épület az operának ad otthont. Pierre Bergé, az Opera de facto igazgatójának pazar műsora hamar megsínylette az új szcéna technikai hiányosságait és az elégtelen számú előadást. A jobboldal győzelme az 1993-as választásokon Bergé elbocsátásához és Hugues Gall, Rolf Liebermann korábbi munkatársának új igazgatói tisztségéhez vezetett, akinek feladata volt az Opéra de Paris statútumának megalkotása, amely az Opéra National de Paris-é lett 1995 óta.

## Fordítás
- Ez a szócikk részben vagy egészben  az   Opéra national de Paris című olasz Wikipédia-szócikk ezen változatának fordításán alapul.  Az eredeti cikk szerkesztőit annak laptörténete sorolja fel. Ez a jelzés csupán a megfogalmazás eredetét és a szerzői jogokat jelzi, nem szolgál a cikkben szereplő információk forrásmegjelöléseként.